# Чемпіонат України з легкої атлетики 2016
Чемпіонат України з легкої атлетики 2016 серед дорослих був проведений 16-19 червня в Луцьку на стадіоні «Авангард». Луцьк вперше в історії приймав основну легкоатлетичну першість країни.

## Призери основного чемпіонату

### Чоловіки
| Дисципліни                | Золото                                     | Золото   | Срібло                                     | Срібло   | Бронза                                                             | Бронза   |
| ------------------------- | ------------------------------------------ | -------- | ------------------------------------------ | -------- | ------------------------------------------------------------------ | -------- |
| 100 метрів                | Ігор Бодров Харківська область             | 10,55    | Віталій Корж Сумська область               | 10,57    | Роман Кравцов Запорізька область                                   | 10,57    |
| 200 метрів                | Сергій Смелик Київ                         | 20,40    | Ігор Бодров Харківська область             | 20,64    | Віталій Корж Сумська область                                       | 20,79    |
| 400 метрів                | Віталій Бутрим Сумська область             | 45,85    | Євген Гуцол Волинська область              | 46,40    | Данило Даниленко Волинська область                                 | 46,53    |
| 800 метрів                | Роман Ярко Житомирська область             | 1.46,80  | Андрій Аліксійчук Донецька область         | 1.48,55  | Василь Євчук Рівненська область                                    | 1.49,11  |
| 1500 метрів               | Володимир Киц Київська область             | 3.47,60  | Олег Каяфа Хмельницька область             | 3.47,89  | Артем Логіш Білорусь                                               | 3.48,02  |
| 5000 метрів               | Артем Казбан Дніпропетровська область      | 13.57,45 | Микола Нижник Київ                         | 14.02,67 | Микола Лабовський Чернівецька область                              | 14.05,25 |
| 110 метрів з бар'єрами    | Сергій Копанайко Київ                      | 13,87    | Олексій Касьянов Запорізька область        | 13,99    | Артем Шаматрин Київ                                                | 14,05    |
| 400 метрів з бар'єрами    | Анатолій Синянський Одеська область        | 50,34    | Денис Нечипоренко Черкаська область        | 50,73    | Станіслав Мельников Одеська область                                | 50,96    |
| 3000 метрів з перешкодами | Вадим Слободенюк Рівненська область        | 8.36,68  | Костянтин Коляда Львівська область         | 8.50,10  | Василь Коваль Житомирська область                                  | 8.50,56  |
| Стрибки у висоту          | Дмитро Яковенко Кіровоградська область     | 2,26     | Олександр Баранніков Житомирська область   | 2,23     | Юрій Крімаренко Київ                                               | 2,20     |
| Стрибки з жердиною        | Іван Єрьомін Дніпропетровська область      | 5,30     | Кирило Кіру Київська область               | 5,20     | Владислав Мандич Харківська областьТарас Шевцов Харківська область | 4,80     |
| Стрибки в довжину         | Сергій Никифоров Київська область          | 8,18w    | Тарас Неледва Луганська область            | 8,11w    | Віктор Кузнєцов Київська область                                   | 8,05     |
| Потрійний стрибок         | Андрій Станчев Київ                        | 16,60    | Павло Безніс Харківська область            | 16,55    | Олександр Малосілов Донецька область                               | 16,14    |
| Штовхання ядра            | Віктор Самолюк Київська область            | 18,48    | Микола Багач Київська область              | 17,91    | Дмитро Савицький Одеська область                                   | 17,76    |
| Метання диска             | Микита Нестеренко Дніпропетровська область | 59,88    | Станіслав Нестеровський Харківська область | 58,50    | Роман Рижий Волинська область                                      | 57,72    |
| Метання молота            | Андрій Мартинюк Черкаська область          | 74,90    | Євген Виноградов Київська область          | 74,43    | Сергій Регеда Київська область                                     | 69,48    |
| Метання списа             | Дмитро Косинський Київська область         | 81,10    | Дмитро Шеремет Львівська область           | 77,16    | Олександр Ничипорчук Київ                                          | 76,47    |

### Жінки
| Дисципліни                | Золото                                   | Золото   | Срібло                                   | Срібло      | Бронза                                      | Бронза   |
| ------------------------- | ---------------------------------------- | -------- | ---------------------------------------- | ----------- | ------------------------------------------- | -------- |
| 100 метрів                | Наталя Погребняк Харківська область      | 11,11    | Олеся Повх Запорізька область            | 11,30       | Марія Рємєнь Запорізька область             | 11,50    |
| 200 метрів                | Наталя Погребняк Харківська область      | 22,76    | Єлизавета Бризгіна Луганська область     | 23,24       | Марія Рємєнь Запорізька область             | 23,45    |
| 400 метрів                | Ольга Бібік Київ                         | 51,69    | Юлія Олішевська Житомирська область      | 51,70       | Ольга Земляк Київ                           | 51,89    |
| 800 метрів                | Наталія Прищепа Рівненська область       | 1.59,08  | Наталія Лупу Чернівецька область         | 1.59,70     | Ольга Ляхова Полтавська область             | 2.00,51  |
| 1500 метрів               | Наталія Прищепа Рівненська область       | 4.10,51  | Олена Сідорська Донецька область         | 4.13,03     | Олена Жушман Запорізька область             | 4.13,32  |
| 5000 метрів               | Вікторія Погорєльська Харківська область | 15.50,67 | Юлія Шматенко Херсонська область         | 15.53,87    | Тетяна Вернигор Харківська область          | 16.24,13 |
| 100 метрів з бар'єрами    | Анна Плотіцина Харківська область        | 13,06    | Олена Яновська Вінницька область         | 13,31       | Оксана Шкурат Сумська область               | 13,32    |
| 400 метрів з бар'єрами    | Анна Тітімець Дніпропетровська область   | 55,00    | Олена Колесніченко Рівненська область    | 55,48       | Вікторія Ткачук Донецька область            | 55,96    |
| 3000 метрів з перешкодами | Марія Шаталова Житомирська область       | 9.44,25  | Наталія Стребкова Тернопільська область  | 9.59,56     | Оксана Райта Львівська область              | 10.27,85 |
| Стрибки у висоту          | Оксана Окунєва Миколаївська область      | 1,97     | Юлія Левченко Київ                       | 1,95 =NU20R | Валентина Ляшенко Грузія                    | 1,89     |
| Стрибки з жердиною        | Марина Килипко Харківська область        | 4,30     | Ганна Шелех Донецька область             | 4,20        | Яна Гладійчук Київ                          | 4,00     |
| Стрибки в довжину         | Марина Бех Хмельницька область           | 6,93     | Оксана Зубковська Київ                   | 6,70        | Анна Корнута Харківська область             | 6,70     |
| Потрійний стрибок         | Руслана Цихоцька Чернівецька область     | 14,41    | Ірина Піменова Київська область          | 13,74       | Ірина Ніколаєва Черкаська область           | 13,63    |
| Штовхання ядра            | Галина Облещук Івано-Франківська область | 17,84    | Ольга Голодна Київська область           | 16,93       | Світлана Марусенко Черкаська область        | 15,46    |
| Метання диска             | Наталія Семенова Донецька область        | 62,41    | Ольга Абрамчук Київська область          | 54,40       | Вікторія Клочко Дніпропетровська область    | 50,93    |
| Метання молота            | Ірина Новожилова Херсонська область      | 71,00    | Альона Шамотіна Дніпропетровська область | 67,91       | Наталія Золотухіна Черкаська область        | 65,60    |
| Метання списа             | Ганна Гацько-Федусова Запорізька область | 60,96    | Катерина Дерун Київська область          | 61,90       | Катерина Ретіва-Довгенко Харківська область | 54,12    |

## Окремі чемпіонати
Крім основного чемпіонату в Луцьку, протягом року в різних містах України були також проведені чемпіонати України в окремих дисциплінах легкої атлетики серед дорослих спортсменів.

### Стадіонні дисципліни
- Зимовий чемпіонат України з легкоатлетичних метань 2016 був проведений 12-14 лютого в Мукачеві. Жіноче метання молоту сенсаційно виграла 21-річна волинянка Ірина Климець з результатом 72,23 м, виконавши кваліфікаційний норматив для участі в Олімпійських іграх та поліпшивши особистий рекорд одразу на сім метрів[4].
- Чемпіонат України з бігу на 10000 метрів 2016 був проведений 27 квітня в Черкасах на Центральному стадіоні[5].
- Чемпіонат України з легкоатлетичних багатоборств 2016 був проведений 25-26 травня в Кіровограді на стадіоні «Зірка».
- Чемпіонат України з естафетного бігу 2016 був проведений 29 вересня в Кіровограді на стадіоні «Зірка». Змагання стали першим в історії української легкої атлетики національним чемпіонатом з естафетних дисциплін[6].

#### Чоловіки
| Дисципліни               | Золото                                                                                        | Золото   | Срібло                                                                            | Срібло   | Бронза                                                                         | Бронза   |
| ------------------------ | --------------------------------------------------------------------------------------------- | -------- | --------------------------------------------------------------------------------- | -------- | ------------------------------------------------------------------------------ | -------- |
| Метання диска (зимовий)  | Микита Нестеренко Дніпропетровська область                                                    | 59,34    | Ігор Мусієнко Сумська область                                                     | 57,28    | Роман Рижий Волинська область                                                  | 56,18    |
| Метання молота (зимовий) | Андрій Мартинюк Черкаська область                                                             | 69,66    | Артем Полешко Київська область                                                    | 68,79    | Михайло Гаврилюк Івано-Франківська область                                     | 67,32    |
| Метання списа (зимовий)  | Микола Шама Рівненська область                                                                | 76,92    | Микола Калюш Рівненська область                                                   | 73,58    | Дмитро Шеремет Львівська область                                               | 71,63    |
| 10000 метрів             | Дмитро Лашин Київська область                                                                 | 28.59,60 | Дмитро Сірук Рівненська область                                                   | 29.09,44 | Артем Казбан Дніпропетровська область                                          | 29.14,75 |
| Десятиборство            | Сергій Ярохович Дніпропетровська область                                                      | 7108     | Артур Суюнов Запорізька область                                                   | 6919     | Василь Іваницький Львівська область                                            | 6849     |
| 4×100 метрів             | Кіровоградська областьДенис Тесленко Віталій Пархоменко Вадим Скворцов }Григорій Федоровський | 42,56    | Запорізька областьВолодимир Павленко Данило Курта Олексій Рємєнь Артур Суюнов     | 43,18    | Житомирська областьВіктор Перевозник Ілля Черняєв Юрій Чорний В'ячеслав Шульга | 43,96    |
| 4×400 метрів             | Дніпропетровська областьВіталій Мордовець Дмитро Іванов Ілля Денисов Микола Дем'яненко        | 3.19,17  | Черкаська областьОлександр Сідун Вадим Харківський Богдан Щибря Денис Нечипоренко | 3.23,83  | Житомирська областьЮрій Чорний Ілля Черняєв В'ячеслав Шульга Максим Костічев   | 3.23,86  |
| 4×800 метрів             | Черкаська областьОлександр Сідун Вадим Харківський Денис Нечипоренко Вадим Гончаренко         | 8.23,94  | не вручалась[a]                                                                   |          | не вручалась[a]                                                                |          |

a  У чоловічій естафеті 4×800 метрів брала участь лише одна команда.

#### Жінки
| Дисципліни               | Золото                                                                             | Золото   | Срібло                                                                   | Срібло   | Бронза                                       | Бронза   |
| ------------------------ | ---------------------------------------------------------------------------------- | -------- | ------------------------------------------------------------------------ | -------- | -------------------------------------------- | -------- |
| Метання диска (зимовий)  | Катерина Никита Харківська область                                                 | 53,21    | Вікторія Клочко Дніпропетровська область                                 | 52,50    | Карина Чередниченко Дніпропетровська область | 49,71    |
| Метання молота (зимовий) | Ірина Климець Херсонська область                                                   | 72,23    | Наталія Золотухіна Черкаська область                                     | 70,12    | Альона Шамотіна Дніпропетровська область     | 65,71    |
| Метання списа (зимовий)  | Катерина Ретіва-Довгенко Харківська область                                        | 53,10    | Тетяна Фетіскіна Київ                                                    | 52,23    | Тамара Євдокимова Львівська область          | 47,80    |
| 10000 метрів             | Ольга Котовська Рівненська область                                                 | 33.54,98 | Юлія Шматенко Харківська область                                         | 34.22,54 | Дар'я Михайлова Київська область             | 34.29,10 |
| Семиборство              | Дарина Слобода Київська область                                                    | 5644     | Ася Бардіс Харківська область                                            | 5074     | Анастасія Черемісіна Київська область        | 4946     |
| 4×100 метрів             | Житомирська областьАльона Леонова Олександра Потіха Анна Захарчук Анна Дроздова    | 50,81    | Черкаська областьІнна Сомик Сніжана Лашкул Анастасія Кобилка Олена Сокур | 53,65    | не вручалась[b]                              |          |
| 4×400 метрів             | Житомирська областьАльона Леонова Анна Дроздова Тамара Левченко Олександра Потіха  | 4.11,32  | Черкаська областьМарина Мошенець Інна Сомик Сніжана Лашкул Олена Сокур   | 4.18,79  | не вручалась[b]                              |          |
| 4×800 метрів             | Черкаська областьМарина Мошенець Валентина Михайлик Олена Сокур Вікторія Ніколенко | 9.43,30  | не вручалась[c]                                                          |          | не вручалась[c]                              |          |

b  У жіночих естафетах 4×100 та 4×400 метрів брали участь лише по дві команди.
c  У жіночій естафеті 4×800 метрів брала участь лише одна команда.

### Шосейна спортивна ходьба
- Зимовий чемпіонат України зі спортивної ходьби 2016 був проведений 5-6 березня в Івано-Франківську[7].
- Чемпіонат України зі спортивної ходьби на 20 кілометрів 2016 був проведений 11 червня в Сумах[8].
- Чемпіонат України зі спортивної ходьби на 50 кілометрів 2016 був проведений 16 жовтня в Івано-Франківську. Жінки визначали чемпіонок України на цій дистанції вперше в історії української легкої атлетики[9].

#### Чоловіки
| Дисципліни                     | Золото                               | Золото  | Срібло                                 | Срібло  | Бронза                                    | Бронза  |
| ------------------------------ | ------------------------------------ | ------- | -------------------------------------- | ------- | ----------------------------------------- | ------- |
| Ходьба 20 кілометрів (зимовий) | Руслан Дмитренко Донецька область    | 1:21.31 | Назар Коваленко Київська область       | 1:23.17 | Іван Лосев Волинська область              | 1:23.32 |
| Ходьба 20 кілометрів           | Іван Лосев Волинська область         | 1:23.29 | Костянтин Пузанов Закарпатська область | 1:23.33 | Андрій Гречковський Київська область      | 1:23.57 |
| Ходьба 35 кілометрів (зимовий) | Ігор Главан Київська область         | 2:32.49 | Іван Банзерук Волинська область        | 2:33.13 | Сергій Будза Київська область             | 2:34.32 |
| Ходьба 50 кілометрів           | Андрій Гречковський Київська область | 3:53.04 | Мар'ян Закальницький Київська область  | 3:56.30 | Валерій Літанюк Івано-Франківська область | 3:58.33 |

#### Жінки
| Дисципліни                     | Золото                            | Золото  | Срібло                              | Срібло  | Бронза                               | Бронза  |
| ------------------------------ | --------------------------------- | ------- | ----------------------------------- | ------- | ------------------------------------ | ------- |
| Ходьба 20 кілометрів (зимовий) | Надія Боровська Волинська область | 1:31.34 | Інна Кашина Сумська область         | 1:32.07 | Галина Яковчук Житомирська область   | 1:38.01 |
| Ходьба 20 кілометрів           | Олена Шевчук Житомирська область  | 1:39.07 | Оксана Трофимович Волинська область | 1:39.51 | Наталія Цимбалюк Житомирська область | 1:40.07 |
| Ходьба 50 кілометрів           | Ксенія Радько Сумська область     | 4:39.09 | Василина Вітовщик Волинська область | 4:44.35 | не вручалась                         |         |

### Крос, гірський біг та трейл
- Весняний чемпіонат України з кросу 2016 був проведений 24-25 березня в Цюрупинську[10].
- Осінній чемпіонат України з кросу 2016 був проведений 21-22 жовтня в Білій Церкві[11].
- Чемпіонат України з гірського бігу (довга дистанція) 2016 був проведений 8 травня у Верховині.
- Чемпіонат України з гірського бігу (вгору-вниз) 2016 був проведений 22 травня в Славському.
- Чемпіонат України з гірського бігу (вгору) 2016 був проведений 30 липня у Ворохті[12].
- Чемпіонат України з трейлу 2016 був проведений 4 червня у Воловці. Довжина дистанції склала 96,2 км із загальним набором висоти 6140 м[13].

#### Чоловіки
| Дисципліни                           | Золото                                  | Золото   | Срібло                                       | Срібло   | Бронза                                        | Бронза   |
| ------------------------------------ | --------------------------------------- | -------- | -------------------------------------------- | -------- | --------------------------------------------- | -------- |
| Крос 3 км (весняний)                 | Сергій Рибак Харківська область         | 9.24     | Юрій Грицак Миколаївська область             | 9.26     | Сергій Дуган Чернівецька область              | 9.32     |
| Крос 8 км (весняний)                 | Олександр Матвійчук Хмельницька область | 25.53    | Юрій Грицак Миколаївська область             | 26.09    | Антон Потоцький Полтавська область            | 26.13    |
| Крос 4 км (осінній)                  | Володимир Киц Київська область          | 12.11    | Дмитро Мягков Одеська область                | 12.13    | Юрій Кіщенко Одеська область                  | 12.14    |
| Крос 10 км (осінній)                 | Дмитро Сірук Рівненська область         | 31.29    | Роман Романенко Дніпропетровська область     | 31.33    | Іван Стребков Тернопільська область           | 31.39    |
| Гірський біг 12 км (вгору)           | Сергій Расчупкін Закарпатська область   | 58.55    | Володимир Юрчук Івано-Франківська область    | 59.58    | Олександр Ченікало Львівська область          | 1:02.52  |
| Гірський біг 12 км (вгору-вниз)      | Костянтин Коляда Львівська область      | 55.43    | Анатолій Бондаренко Дніпропетровська область | 56.25    | Сергій Расчупкін Закарпатська область         | 58.14    |
| Гірський біг 27 км (довга дистанція) | Сергій Попов Київ                       | 2:28.34  | Ігор Панченко Сумська область                | 2:32.20  | Володимир Крицкалюк Івано-Франківська область | 2:34.49  |
| Трейл 96,2 км                        | Андрій Півень Запорізька область        | 14:49.29 | Андрій Ткач Львівська область                | 15:37.26 | Дмитро Джміль Закарпатська область            | 15:44.37 |

#### Жінки
| Дисципліни                           | Золото                                    | Золото   | Срібло                                   | Срібло   | Бронза                                 | Бронза   |
| ------------------------------------ | ----------------------------------------- | -------- | ---------------------------------------- | -------- | -------------------------------------- | -------- |
| Крос 3 км (весняний)                 | Наталія Батрак Харківська область         | 10.57    | Діана Киричук Миколаївська область       | 11.27    | Олена Федорова Київ                    | 11.39    |
| Крос 5 км (весняний)                 | Наталія Батрак Харківська область         | 18.46    | Олена Федорова Київ                      | 19.38    | Діана Киричук Миколаївська область     | 19.45    |
| Крос 4 км (осінній)                  | Наталія Батрак Харківська область         | 14.09    | Тетяна Вернигор Харківська область       | 14.17    | Тетяна Кузубова Харківська область     | 14.34    |
| Крос 8 км (осінній)                  | Юлія Шматенко Херсонська область          | 28.28    | Вікторія Погорєльська Харківська область | 28.29    | Валентина Кілярська Полтавська область | 28.31    |
| Гірський біг 8 км (вгору)            | Оксана Угринчук Івано-Франківська область | 50.30    | Оксана Петрова Львівська область         | 56.27    | не вручалась                           |          |
| Гірський біг 8 км (вгору-вниз)       | Оксана Угринчук Івано-Франківська область | 46.37    | Яна Нагорна Сумська область              | 48.57    | Оксана Петрова Львівська область       | 49.47    |
| Гірський біг 27 км (довга дистанція) | Анастасія Данилюк Київ                    | 3:27.55  | Ольга Рассоха Київ                       | 4:12.32  | Марина Шаповалова Київ                 | 4:19.12  |
| Трейл 96,2 км                        | Христина Братасюк Київ                    | 18:15.05 | Марта Грек Київ                          | 25:38.18 | Ліна Сабайте АР Крим                   | 27:03.22 |

### Шосейний біг
- Чемпіонат України з бігу на 1 милю 2016 був проведений 25 вересня у Чернівцях[14].
- Чемпіонат України з бігу на 10 кілометрів 2016 був проведений 10 вересня у Львові.
- Чемпіонат України з напівмарафону 2016 був проведений 9 травня у Ковелі[15].
- Чемпіонат України з марафонського бігу 2016 був проведений 2 жовтня у Білій Церкві в межах Білоцерківського марафону[16].
- Чемпіонат України з бігу на 50 кілометрів 2016 був проведений 28 травня у Вишгороді[17].
- Чемпіонат України з бігу на 100 кілометрів 2016 був проведений 28 травня у Вишгороді[17].
- Чемпіонат України з 12-годинного бігу 2016 був проведений 17 вересня в Києві[18].
- Чемпіонат України з добового бігу 2016 був проведений 17-18 вересня в Києві[18].
- Чемпіонат України з 48-годинного бігу 2016 був проведений 25-27 червня у Вінниці[19].

#### Чоловіки
| Дисципліни      | Золото                                 | Золото     | Срібло                                    | Срібло  | Бронза                                 | Бронза  |
| --------------- | -------------------------------------- | ---------- | ----------------------------------------- | ------- | -------------------------------------- | ------- |
| 1 миля          | Володимир Киц Київська область         | 4.32       | Станіслав Маслов Київська область         | 4.32    | Сергій Березюк Волинська область       | 4.38    |
| 10 кілометрів   | Дмитро Лашин Київська область          | 28.54      | Роман Романенко Дніпропетровська область  | 28.56   | Артем Казбан Дніпропетровська область  | 29.17   |
| Напівмарафон    | Юрій Русюк Волинська область           | 1:04.12    | Роман Романенко Дніпропетровська область  | 1:05.04 | Олександр Бабарика Рівненська область  | 1:05.07 |
| Марафон         | Сергій Марчук Сумська область          | 2:22.20    | Сергій Українець Рівненська область       | 2:22.25 | Гігла Зільберштейн Грузія              | 2:27.30 |
| 50 кілометрів   | Роман Гаврилюк Закарпатська область    | 3:25.53    | Володимир Болдирев Росія                  | 4:30.55 | Єгор Купалкін-Луговий Київ             | 4:33.25 |
| 100 кілометрів  | Ігор Саханда Київ                      | 8:05.12    | Сергій Ковальський Сумська область        | 8:15.39 | Тарас Чорний Чернігівська область      | 8:19.05 |
| 12-годинний біг | Ігор Мудрик Вінницька область          | 107,830 км | Назар Вежичанін Рівненська область        | 104,428 | Андрій Шимко Дніпропетровська область  | 101,754 |
| Добовий біг     | Андрій Ткачук Закарпатська область     | 201,774 км | Микола Перехожук Львівська область        | 194,866 | Михайло Український Запорізька область | 191,168 |
| 48-годинний біг | Михайло Український Запорізька область | 290,509 км | Володимир Сухоставський Вінницька область | 251,271 | Микола Крук Київ                       | 247,325 |

#### Жінки
| Дисципліни      | Золото                                   | Золото     | Срібло                                | Срібло  | Бронза                              | Бронза  |
| --------------- | ---------------------------------------- | ---------- | ------------------------------------- | ------- | ----------------------------------- | ------- |
| 1 миля          | Діана Киричук Миколаївська область       | 5.28       | Оксана Райта Львівська область        | 5.29    | Анастасія Ткачук Запорізька область | 5.30    |
| 10 кілометрів   | Вікторія Погорєльська Харківська область | 34.06      | Ольга Котовська Рівненська область    | 34.23   | Тетяна Вернигор Харківська область  | 34.53   |
| Напівмарафон    | Катерина Карманенко Рівненська область   | 1:18.47    | Віта Потерюк Рівненська область       | 1:19.03 | Людмила Шелест Сумська область      | 1:30.49 |
| Марафон         | Вікторія Хапіліна Київська область       | 2:37.44    | Дар'я Михайлова Київська область      | 2:39.27 | Олена Федорова Київ                 | 2:48.52 |
| 50 кілометрів   | Марія Опріц Київ                         | 4:35.49    | Олена Хашко Київ                      | 5:16.19 | Ірина Петренко Київська область     | 6:11.28 |
| 100 кілометрів  | не вручалась[d]                          |            | не вручалась[d]                       |         | не вручалась[d]                     |         |
| 12-годинний біг | Мія Ласточкіна Київ                      | 90,873 км  | Ірина Петренко Київська область       | 74,451  | Тетяна Остапенко Полтавська область | 69,796  |
| Добовий біг     | Катерина Катющева Одеська область        | 156,206 км | Юлія Старосельська Харківська область | 130,808 | Лариса Лабарткава Львівська область | 125,162 |
| 48-годинний біг | Ольга Стадник Львівська область          | 239,160 км | Юлія Старосельська Харківська область | 211,451 | Лариса Лабарткава Львівська область | 210,871 |

d  На старт забігу на 100 км на чемпіонаті України вийшла лише одна учасниця, яка не змогла фінішувати.

## Онлайн-трансляція
Легка атлетика України здійснювала вебтрансляцію основного чемпіонату (16-19 червня) на власному YouTube-каналі.
- День 1 (ранкова сесія) на YouTube
- День 1 (вечірня сесія) на YouTube
- День 2 (ранкова сесія) на YouTube
- День 2 (вечірня сесія) на YouTube
- День 3 (ранкова сесія) на YouTube
- День 3 (вечірня сесія) на YouTube
- День 4 (ранкова сесія) на YouTube
- День 4 (вечірня сесія) на YouTube